# غوفيرنادور فالاداريس
غوفيرنادور فالاداريس هي بلدية في البرازيل، تتبع ميناس جرايس، بلغ عدد سكانها 247٬131  نسمة، في 2000، تبلغ مساحتها 2٬342٫319 كيلومتر مربع، رمزها البريدي هو 35000-000.

## الموقع
تشترك في الحدود مع:
- Alpercata [الإنجليزية]‏
- بيريكيتو.

## مدن توأم
المدن التوأم:
- فرامينغهام.

## أعلام
- فيليبي اوغستو
- نيلتون بيريرا مينديز
- إيك باتيستا
- جيرالدو دوترا بيريرا
- لورا ليما